# Nestor (namn)
Nestor är ett mansnamn av företrädesvis grekiskt  ursprung.
I den finlandssvenska namnsdagslängden hade Nestor namnsdag 26 februari (skottår 27 februari) 1929–1949.

## Personer med Nestor som förnamn
- Nestor (författare) (1056–1114), östslavisk munk och författare
- Néstor Almendros (1930–1992), spansk filmfotograf
- Nestor Aspgren (1847–1922), svensk militär
- Nestor Canobbio, även känd som Fabián Canobbio (född 1980), uruguayansk fotbollsspelare
- Nestor Carbonell (född 1967), amerikansk skådespelare
- Nestor Geli (född 1947), amerikansk-svensk musiker och låtskrivare
- Nestor Hammarlund (1888–1966), svensk lantbrukare och politiker
- Néstor Kirchner (1950–2010), Argentinas president från 2003 till 2007
- Nestor Lakoba (1893–1936), sovjetisk politiker
- Nestor Machno (1888/1889–1934),  ukrainsk anarkistisk gerillakrigare
- Eemil Nestor Setälä (1864–1935), finsk filolog, folklivsforskare, politiker och statsråd
- Kaarle Nestor Rantakari (1877–1948), en finländsk tidningsman

### Fiktiva gestalter
- Nestor (mytologisk kung)– vördad äldre grekisk kung av Pylos,deltagare i trojanska kriget
- Nestor Burma – privatdetektiv i böcker av Léo Malet
- Nestor (seriefigur) – butler på Moulinsart, det slott där kapten Haddock och professor Kalkyl bor i Tintins äventyr
- Nestor Halambique – karaktär i albumet Kung Ottokars spira i Tintins äventyr